# Gerald Ashworth
Gerald „Jerry” Howard Ashworth (ur. 1 maja 1942 w Haverhill w stanie Massachusetts) – amerykański lekkoatleta sprinter, mistrz olimpijski z 1964 z Tokio.
Ukończył Dartmouth College. W 1962 został akademickim mistrzem Stanów Zjednoczonych (IC4A) w biegu na 100 jardów. Podczas amerykańskich kwalifikacji przed igrzyskami olimpijskimi w 1964 w Tokio zajął 4. miejsce w biegu na 100 metrów. Na igrzyskach startował tylko w  sztafecie 4 × 100 metrów, w której biegł na 2. zmianie. Wraz z kolegami (Paul Drayton, Richard Stebbins i Bob Hayes) zdobył w niej złoty medal z rekordem świata 39,0 s. 

## Rekordy życiowe
- bieg na 100 jardów – 9,4 s (1962)
- bieg na 100 metrów – 10,3 s (1964)
- bieg na 200 metrów – 21,2 s (1964)